# Тверская провинция
Тверска́я прови́нция — одна из провинций Российской империи. Центр — город Тверь.
Тверская провинция была образована в ходе реформ Петра в составе Санкт-Петербургской губернии по указу Петра I «Об устройстве губерний и об определении в оныя правителей» в 1719 году. В состав провинции были включены города Тверь, Зубцов, Погорелое Городище, Ржева-Володимерова, Старица, Торжок. По ревизии 1710 года в провинции насчитывалось 15,5 тыс. крестьянских дворов.
В 1727 году Тверская провинция была включена в состав новой Новгородской губернии.
В ноябре 1775 года деление губерний на провинции было отменено.